# Piz Blas
Il Piz Blas (3.019 m s.l.m.) è una montagna delle Alpi Lepontine (sottosezione Alpi del Monte Leone e del San Gottardo).

## Descrizione
Si trova sul confine tra il Canton Ticino ed il Canton Grigioni in Svizzera. Con i suoi 3.019 metri sopra il livello del mare, il Piz Blas è la più alta montagna della Val Cadlimo.

## Punti di appoggio
- Capanna Cadlimo[1]